# 奥兰多·费吉斯
奥兰多·费吉斯（英語：Orlando Guy Figes，1959年11月20日—）是一位英国历史学家。专攻于俄罗斯历史。他也是伦敦大学伯贝克学院历史学教授。

## 生平
1959年出生于英国伦敦伊斯灵顿。父母是德国人，从纳粹德国迁至英国。1982年毕业于剑桥大学冈维尔与凯斯学院，后博士毕业于剑桥大学三一学院。1984年至1999年担任历史学讲师，副教授，直到担任伦敦大学伯贝克学院历史学教授。2017年2月13日在个人推特上宣布归化为德国公民。

## 著作
- 《娜塔莎之舞》，2018年3月，ISBN 9787220106699
- 《古拉格之恋》，2016年8月，ISBN 9787549585502
- 《耳语者》，2014年9月，ISBN 9787549558087

他的著作已经被翻译为30多种语言。

## 资源
- . Orlandofiges.com.   [31 August 2011]. （原始内容存档于2012-09-03）.
- Guy Dammann. . London: The Guardian. 14 July 2008  [31 August 2011]. （原始内容存档于2008-08-30）.
- Luke Harding in Moscow. . London: The Observer. 7 December 2008  [31 August 2011]. （原始内容存档于2020-11-09）.